# 长谷川京子
長谷川京子（1978年7月22日—），本名為新藤京子，日本模特兒和演員，出生於千葉縣，身高166公分。川村短期大學生活科學系畢業。2008年10月24日，與搖滾樂團色情塗鴉的吉他手新藤晴一結婚，2009年5月產下一子。

## 演出作品

### 電視劇
- 愛上大明星〈2001年10-12月CX〉 小泉蕾
- 漂亮寶貝〈2002年1-3月TBS〉 岡林沙智
- 金融小子 Big Money -  ビッグマネー!～浮世の沙汰は株しだい～〈2002年4-6月CX〉 保阪遙
- 相約在九龍〈2002年4-6月EX〉  Jasmine
- 天體觀測〈2002年7-9月KTV〉 有阪七重
- 永遠兩個人/愛相隨〈2003年1-3月CX〉 藤原央子
- 我的蹺佳人／只屬於我的女神〈2003年7-9月CX〉 片岡須瑠美
- 人生好棒〈2004年4-6月CX〉 伊佐山瑞希
- Ｍ的悲劇〈2005年1-3月TBS〉 相原美沙
- 東大特訓班〈2005年7-9月TBS〉 井野真真子
- 功名十字路〈2006年1月NHK〉 細川加西雅
- 美味求婚〈2006年4-6月TBS〉 白石鈴子（初主演）
- 華麗一族〈2007年1-3月TBS〉 萬俵早苗
- 孤獨的賭注～我的愛人（日语：孤独の賭け〜愛しき人よ〜）〈2007年4-6月TBS〉 乾百子
- SCANDAL〈2008年10-12月TBS〉 河合瞳
- 轉職代理人〈2010年1-3月、朝日電視台〉 井野真々子（主演）
- 琳瑯女人二度遊戲〈2010年3月、BeeTV〉
- BOSS女王第二季〈2011年4月、富士電視台〉田所幸子
- 八重之櫻〈2013年1月NHK〉 山本浦
- 希望被寄出到的我們（日语：配達されたい私たち#テレビドラマ）〈2013年5月12日-6月9日、WOWOW〉澤野正美
- Oh, My Dad!!〈2013年7-9月、富士電視台〉早坂美月
- 續．倒數第二次戀愛〈2014年4-6月、富士電視台〉原田薫子
- 彼得的葬禮〈2014年7-9月 TBS〉 間野京子
- Mother Game～她們的階級～〈2015年4-6月，TBS〉 矢野聰子
- 臨床犯罪學者 火村英生的推理〈2016年1-3月、日本電視台〉諸星沙奈江
- 不沉的太陽〈2016年5-9月、WOWOW〉小川亞紀子
- 落花有意〈2016年6月28日-8月16日、NHK BS Premium〉上条夏（主演）
- 今天也是吉日〈2017年1月14日-2月4日、WOWOW〉 久遠久美
- 瑟西爾的企圖〈2017年7月13日-9月7日、富士電視台〉 安永舞子
- 貸款買下了男朋友（日语：彼氏をローンで買いました）〈2018年3月9日-4月2日、dTV X FOD〉 南場麗華
- 清白的日子〈2018年3月18日-4月22日、WOWOW〉 小曾根理子
- Signal 長期未解決事件搜查班 第1-2回〈2018年4月10日-17日、富士電視台〉 吉本圭子
- 笨蛋伯比傻爸爸（日语：バカボンのパパよりバカなパパ）〈2018年6月30日-7月28日、NHK〉 赤塚登茂子
- 最後機會~再生承包人（日语：ラストチャンス 再生請負人）〈2018年7月16日-9月3日、東京電視台〉 樫村明子
- Mistresses～女人們的秘密～（日语：ミストレス〜女たちの秘密〜）〈2019年4月19日-6月21日、NHK〉柴崎香織（主演）
- 夏洛克：未敘之章 第8回〈2019年11月25日、富士電視台〉 安蘭世津子（客串）
- 金魚妻〈2022年2月14日、Netflix〉 箱崎百合葉
- 單人房的天使（日语：ワンルームエンジェル）〈2023年10月20日-11月24日、MBS〉あり紗
- 負責接送的澀谷哥哥〈2024年4月2日-6月18日、關西電視台・富士電視台〉品川響子
- 如積雪般的永寂 第4話・第8話・第9話〈2024年7月28日・8月25日・9月8日、讀賣電視台・日本電視台〉八木橋陽子

### 電視劇特別篇
- らぶ・ちゃっと〈2000年、CX〉 上原ゆり 役
- 夏休みのサンタさん〈2001年9月4日、NTV〉川亜裡沙 役
- 赤ひげ〈2002年12月28日、CX〉 まさえ
- シェエラザード〜海底に眠る永遠の愛〜〈2004年7月13-14日、NHK〉 堀百合子 役
- 冬の運動會〈2005年1月4日、NTV〉  竹森日出子 役
- 自由戀愛〈2005年1月23日、WOWOW〉 磐井明子 役
- 世界奇妙物語　15週年の特別編 「命火」〈2006年3月28日、CX〉
- ドラマ・コンプレックス　終戦記念特別ドラマ　ひめゆり隊と同じ戦火を生きた少女の記錄　最後のナイチンゲール〈2006年8月22日、NTV〉 上原貴美子 役
- 海峽〈2007年11月17日、23日、24日、NHK〉 吉江朋子 役（NHKドラマ初主演）
- 亂馬1/2〈2011年12月9日、日本電視台〉天道霞  役
- 父親給的秘密 ～下荒井5兄弟的歸郷～〈2012年9月12日、東京電視台〉下荒井佳代  役
- 危險な斜面〈2012年9月30日、富士電視台〉野関利江  役
- 長谷川町子物語〈2013年11月29日、富士電視台〉長谷川毬子  役
- 夏末時，我愛上了（日语：夏の終わりに、恋をした。）〈2014年9月26日、富士電視台〉安藤千影  役(主演)
- 世界奇妙物語 25週年春季特別篇～人氣漫畫家競賽篇～〈2015年4月11日、富士電視台〉水谷留衣子  役(主演)
- 探偵物語（日语：探偵物語_(赤川次郎)#%E3%82%B9%E3%82%BF%E3%83%83%E3%83%95_(2018%E5%B9%B4%E7%89%88)）〈2018年4月8日、朝日電視台〉 本宮幸子
- 悲慘世界 無盡的旅程（日语：レ・ミゼラブル 終わりなき旅路）〈2019年1月6日、富士電視台〉田邊真澄
- 臨床犯罪學者 火村英生的推理2019 特別劇 ～「ABC KILLER」篇～〈2019年9月26日、日本電視台〉諸星沙奈江

### 電影
- Three... Extremes「箱」（2004年） 鏡子 役
- 美しい夜、殘酷な朝～box～（2005年）
- フィーメイル「桃」（2005年） 森岡淳子 役
- 自由戀愛（2005年）
- 大帝之剣（2007年） 舞 役
- 愛情的流刑地（2007年） 織部美雪 役
- 櫻田門外之變(2010年) 関ふさ 役
- 後妻業(2016年) 西木尚子 役
- 光(2017年11月25日) 篠浦未喜/中井美花 役
- 妳在月夜裡閃耀光輝(2019年3月15日、東寶) 岡田恭子 役

## 書籍

### 寫真集
- KYOKO‐WIND京風（2001年3月1日發售、鱷魚書社）
- Just as a flower （2019年11月26日發售、寶島社）

## 得獎紀錄
- 第38回 日劇學院賞 最佳服裝造型 (我的蹺佳人)
- 第44回 日劇學院賞 最佳女配角 (M的悲劇)

## 外部連結
- （日語）長谷川京子官方網站
- （日語）Kyoko Hasegawa Wallpaper＆Picture（長谷川京子・畫像・壁紙）